# HD 45564
HD45564 — хімічно пекулярна зоря спектрального класу
A0 й має видиму зоряну величину в смузі V приблизно  9,3.

## Пекулярний хімічний вміст
Зоряна атмосфера HD45564 має підвищений вміст 
Cr
.